# André van Riemsdijk
Andreas Hubertus Constantinus (André) van Riemsdijk (Maastricht, 27 mei 1848 – Bad Nauheim, 3 juli 1904) was een Nederlands violist.
Hij was zoon van dagloner Willem Gerardus Matthijs van Riemsdijk en Anna Catharina Josephina Colen. Zelf trouwde hij met Maria Catharina Hubertina Claessens.
Hij kreeg de eerste muzieklessen van zijn vader en daarna van August Lehrmann (violist te Maastricht). Hij mocht gaan studeren aan het Koninklijk Conservatorium Luik en behaalde prijzen op Concours ordinaire en Concours supérieur. Hij heeft ook nog een jaar gestudeerd bij violist Hubert Léonard, bekend van het Koninklijk Conservatorium Brussel. Hij ging aan het werk bij het Luiks conservatorium, maar vanaf 1873 was hij werkzaam aan de Stedelijke Muziekschool Zwolle. In die stad werd hij ook dirigent van de gemengde zangvereniging Caecilia en mannenkoor Fidelio. Hij concerteerde ook in die stad.
Van hem is een werk bekend: Prière voor viool en piano.
Hij was vanwege gezondheidsredenen naar Bad Nauheim vertrokken waar hij overleed.